# Mannen som slutade röka
Mannen som slutade röka är en svensk komedifilm från 1972 med regi och manus av Tage Danielsson. Filmen är baserad på Danielssons bok med samma titel och består av tre akter: Inferno, Purgatorio och Paradiso. Detta är en avsiktlig parallell till medeltidsförfattaren Dante Alighieris Den gudomliga komedin. Gösta Ekman vann en Guldbagge för bästa manliga huvudroll för sin roll som Dante.

## Handling
När korvdirektören Hugo Alighieri dör så ärver sonen Dante 17 miljoner kronor, men på ett villkor: Dante måste sluta röka inom två veckor och sedan vara rökfri i ett år, annars går alla miljonerna till farbror Knut-Birger. Storrökaren Dante lider alla helvetes kval.  Eftersom han inte lyckas sluta röka på egen hand hyr han in detektivbyrån Little Secret Service (ägd av Karl Gustav Secret) för att deras detektiver (som känns igen på sina blåa kritstrecksrandiga kläder) ska stoppa honom från att röka, med våld om så krävs.
Efter flera misslyckade försök att överlista sina nya nitiska vakter lyckas Dante lyckas tillfälligt lura dem att han är på väg till London, när han i själva verket åker till Paris. På flyget informeras han dock av flygvärdinnan om att han inte får köpa några cigaretter på planet då det kommit ett meddelande från flygplatsen att herr Dante Alighieri är allergisk mot tobak. Intresse uppstår mellan Dante och flygvärdinnan. Han förklarar sin situation för henne, men deras tête-à-tête avbryts av en annan passagerare som vill ha service.
Väl framme i Paris visar det sig att Little Secret har en agent även i Paris som är redo att stoppa Dante från rökning. Han bestämmer sig för att ta ordspråket "lasternas summa är konstant" på orden och beger sig därför till en bordell där han ackompanjerad av en bongotrummare lägger ner dam efter dam eftersom det krävs rätt mycket kompensation för att komma upp i två paket om dagen. Dante beger sig tillbaka till sitt hotell tillsammans med en kvinna han möter på bordell med antikt tema. Med hennes hjälp lyckas han lura sin franska vakt genom att klä ut sig i hennes kläder och peruk. Dante avskedar därefter Little Secret Service då de misslyckats med sitt uppdrag.
Med bara en dag kvar tills de två veckorna tagit slut får han en vision av sin döde far som berättar för honom att den enda som hjälper är kärleken i form av den rätta. Dante påminner sig flygvärdinnan och det råkar vara så att hon är ledig och befinner sig i Paris. Han letar upp henne och det visar sig att hon heter Beatrice Morris (den "riktige" Philip Morris är en släkting). Tycke uppstår men Beatrice vill först inte ha sex med Dante för att avleda hans tankar från rökning men Dante bekänner att han endast pressar henne för att han är tokig i henne. Då ger hon med sig och filmen går in i del två, Purgatorio.
Med Beatrices hjälp lyckas Dante hålla sig rökfri en längre tid men det visar sig att nu har farbror Knut-Birger hyrt in Little Secret Service för att de ska locka Dante att röka, de går till och med så långt att de projicerar cigarettreklam rakt in i parets sovrum. De bestämmer sig till sist att rymma undan och åker till Korsika. Väl där upptäcker Dante att han fått tillbaka luktsinnet något han njuter av i stora drag, bland annat köper han parfym till Beatrice. Dock försvinner Beatrice en morgon och Little Secret Services franske man dyker upp igen tillsammans med två råskinn som tvingar Dante att närvara när den franske detektiven röker cigarett efter cigarett. Till sist låtsas Dante ge med sig och tar emot en cigarett men distraherar dem istället genom att sätta eld på tändsticksplånet och kasta det mot ett av råskinnen. Dante övermannar råskinnen men den franske detektiven lyckas komma därifrån med en kamera som han tidigare tog en bild av Dante med cigaretten i mun med.
Dante hittar tappen till parfymflaskan och förstår att Beatrice lyckats lägga ut ett spår av parfym när hon kidnappades. Genom att följa lukten med en stulen bil, med huvudet ute genom soltaket så hittar han Beatrice som vaktas av ingen mindre än Karl Gustav Secret själv. Efter att ha övermannat herr Secret säger han att de två ska ha ett samtal. Härnäst tar sig filmen tillbaka till Stockholm där det ska avgöras vem som får de sjutton miljonerna. Secret lägger först fram bilden som bevis för att Dante har rökt men ändrar sig sedan. Det visar sig att farbror Knut-Birger betalat en miljon till honom men Dante utlovat två miljoner om han talar sanning. Då han redan fått den enda miljonen och inte fått de två miljonerna än väljer han att tala sanning.
Filmen går här in i del tre, Paradiso som är ett kort avsnitt där Beatrice och Dante dels leder en kör i frälsningsarméstil som sjunger om det tobaksfria livets välsignelser i olika delar av världen, dels dansar omkring nakna bland en massa andra nakna människor.

## Rollista (i urval)
- Gösta Ekman – Dante Alighieri
- Grynet Molvig – Beatrice Morris
- Raymond Bussières – fransk agent
- Olga Georges-Picot – ”Gunhild Alighieri”, fransk glädjeflicka
- Toivo Pawlo – Hugo Alighieri
- Holger Löwenadler – farbror Knut-Birger
- Gunn Wållgren – moster Gunhild
- Olle Hilding – Sjöström, advokat
- Carl-Gustaf Lindstedt – herr Secret, privatdetektiv
- Pierre Lindstedt – detektiv på Secrets detektivbyrå
- Marianne Stjernqvist – fru Jonsson-Varin, sekreterare
- Jan-Olof Strandberg – doktor
- Meta Velander – expedit i Pressbyråkiosken
- Stig Torstensson – luffare
- Ulf von Zweigbergk – kypare
- Stig Ossian Ericson – psykolog
- Margaretha Krook – prostituerad
- Jytte Abildstrøm – vassnäst dam[5]

## Produktion, distribution och mottagande
Regissören hanterade behovet av intimitetskoordination i filmen på olika sätt. I en samlagsscen, där Ekman och Molvig filmades nakna, minskades skådespelarnas känsla av utsatthet genom att hela inspelningspersonalen också var avklädd.
Filmen hade premiär den 16 december 1972 på biograf Röda Kvarn vid Biblioteksgatan i Stockholm. Den har visats i SVT många gånger, bland annat i mars 2020.